# Andriejewskij (rejon sowiecki)
Andriejewskij (ros. Андреевский) – chutor w Rosji, w Kraju Stawropolskim, w rejonie sowieckim. W 2010 liczył 855 mieszkańców.